# اوتندورف (شلسویگ-هولشتاین)
اوتندورف (به آلمانی: Ottendorf) یک شهر در آلمان است که در رندسبورگ-اکرنفورده واقع شده‌است.
 اوتندورف  ۸۵۷ نفر جمعیت دارد.